# Siarhiej Szapiaciuk
Siarhiej Uładzimirawicz Szapiaciuk, błr. Сяргей Уладзіміравіч Шапяцюк, ros. Сергей Владимирович Шепетюк - Siergiej Władimirowicz Szepietiuk (ur. 13 marca 1978 w Mińsku) – białoruski hokeista, trener hokejowy.

## Kariera zawodnicza
- Junost' Mińsk (1995-1998)
- Tiwali Mińsk (1998-2000)

W czasie kariery zawodniczej występował mińskich klubach Junosti i Tiwali.

## Kariera trenerska
- Kieramin Mińsk 2 (2005-2006), I trener
- Kieramin Mińsk 2 (2007-2008), trener w sztabie
- Reprezentacja Białorusi do lat 20 (2008/2009), asystent trenera
- HK Szachcior Soligorsk (2009-2017), asystent trenera
- GKS Tychy (2017-2020), asystent trenera
- Saryarka Karaganda (2022-), asystent trenera

Po zakończeniu kariery zawodniczej został szkoleniowcem hokejowym. Początkowo pracował z rezerwował drużyną Kieramina Mińsk. Później przez kilka lat pracował w Szachciorze Soligorsk, gdzie był asystentem trenera Andreja Husaua. Jako asystent tego szkoleniowca pracował także z kadrą do lat 20 uczestnicząc w turnieju mistrzostw świata juniorów do lat 20 w 2009. W maju 2017 został asystentem tego szkoleniowca w klubie  GKS Tychy w rozgrywkach w Polskiej Hokej Ligi. Po sezonie 2019/2020 zakończył pracę w Tychach. W lipcu 2022 wszedł do sztabu kazachskiego klubu Saryarka Karaganda.

## Sukcesy
Zawodnicze
- Złoty medal mistrzostw Białorusi: 2000 z Tiwali Mińsk

Szkoleniowe
- Srebrny medal mistrzostw Białorusi: 2010, 2016 z Szachciorem Soligorsk
- Brązowy medal mistrzostw Białorusi: 2013 z Szachciorem Soligorsk
- Złoty medal mistrzostw Białorusi: 2015 z Szachciorem Soligorsk
- Puchar Polski: 2017 z GKS Tychy
- Złoty medal mistrzostw Polski: 2018, 2019 z GKS Tychy